# Othon IV d'Anhalt-Bernbourg
Pour les articles homonymes, voir Othon IV.
Othon IV est un prince de la maison d'Ascanie mort le 1er mai 1415 Il règne sur la principauté d'Anhalt-Bernbourg de 1404 à sa mort.

## Biographie
Othon IV est le deuxième fils du prince Othon III d'Anhalt-Bernbourg. À la mort de son père, il lui succède conjointement avec son cousin germain Bernard V. Jamais marié, il meurt sans laisser d'enfants et laisse Bernard V seul souverain de l'Anhalt-Bernbourg. Son frère aîné, également prénommé Bernard, ne devient prince qu'après la mort de Bernard V.